# Pilumnus longleyi
Pilumnus longleyi är en kräftdjursart som beskrevs av M. J. Rathbun 1930. Pilumnus longleyi ingår i släktet Pilumnus och familjen Pilumnidae. Inga underarter finns listade i Catalogue of Life.